# 勐省农场
国营勐省农场是云南省沧源佤族自治县的一个农场，位于勐省镇境内，农场场部陆距沧源县城54.1千米，隶属于云南省农垦总局，也受沧源县政府机关的双重领导。

## 历史
1958年3月16日，中国人民解放军第11速成中学、第14军直属单位、第40师转业军官、下放干部和职工及家属共计510人（实到505人），响应上山下乡运动的号召，在大理14军的军部举行成立勐省农场的大会，3月20日农场人员抵达勐省。此后陆续接收附近村民、退伍及复员军人、支边群众进入农场系统，到1960年底共有11个生产队和修配厂、砖瓦厂等多个下属单位，总人口增加到1,674人。1961年芒卡坝农场合并进入勐省农场，1967年实行军事管制。1970年云南生产建设兵团成立，勐省农场被整编为云南生产建设兵团第二师第九团，属云南军区建制，改行团、营、连三级管理。到1973年末，因陆续接收退伍军人、知青等类人群，勐省农场员工达到4,620人。1974年10月撤销兵团，恢复农场建制，现役军人撤离农场，实行场、队两级管理，由省农垦总局领导，场下设13个生产队，以及机务队、试验站、水泥厂、电站、加工厂、卫生队、石灰队、直属队。1979年恢复勐省农场名称，知青返城，到1990年总人口减为4,599人，下设35个单位，其中茶叶生产队15个、农业生产队4个、工业单位9个、场直属单位7个。2012年勐省农场共辖有农业公司、茶叶公司、电力公司、水泥厂、建筑队、医院等单位，农业公司下有4个生产队，茶叶公司下有14个生产队、2个初制茶所、1个茶厂（石佛洞茶厂）。:204-205

## 行政区划
勐省农场是沧源佤族自治县下属的一个类似乡级单位，由勐省农场管理委员会管理，2012年曾调整下属机构，现下辖3个社区：机关社区、农司社区、石佛洞社区。

## 生产
勐省农场在沧源县农业区划上属于“东北部低热河谷粮、胶（紫胶）、蔗、林、牧区”:91，种植有水稻、玉米、旱稻、杂粮等粮食作物，其中以水稻为主。1959年试种双季稻，1983年开始种植杂交水稻，1988年推行与蔬菜交替种植的“两年五熟制”种植法。茶叶在农场的生产中也占有重要地位，其他农作物还有橡胶、甘蔗、热带水果、蔬菜等。:206-209
畜牧渔业方面，勐省农场饲养有猪、水牛和黄牛，1967年后开挖鱼塘养殖了多种淡水鱼。:209-210
勐省农场下设有多个工业生产单位。1958年红砖厂建成，1964年在拉勐河建成电站一座，1970年建成水泥厂一座，此外还有农机站、供销商业服务公司等机构，供销公司的商业服务在1988年转交给个人承包经营。:210

## 资料来源
1. ↑  . www.xzqh.org. 行政区划网. 2010-06-03  [2017-12-16]. （原始内容存档于2017-12-22）.
2. 1 2 3 4  沧源佤族自治县地方志编撰委员会. . 昆明: 云南民族出版社. 1998年12月. ISBN 7-5367-1498-X.
3. 1 2  . 中华人民共和国国家统计局. 2012. （原始内容存档于2017-12-22）.
4. ↑  . 中华人民共和国国家统计局. 2013. （原始内容存档于2017-12-22）.
5. ↑  . 中华人民共和国国家统计局. 2023 （中文（中国大陆））.[]
6. ↑  沧源佤族自治县概况编写组、修订委员会. . 北京: 民族出版社. 2007年11月. ISBN 978-7-105-08553-8.